# Arsină
Arsina este un compus anorganic cu formula AsH3, fiind astfel o hidrură de pnictogen. Este un compus gazos pirofor, extrem de toxic, și unul dintre cei mai simpli compuși ai arsenului. În ciuda toxicității sale ridicate, arsina are utilizări în industria semiconductorilor și este un precursor utilizat în sinteza compușilor organoarsenici.

## Obținere
Arsina poate fi obținută în general prin reacția compușilor de conțin cationi de As3+ în prezența anionilor de hidrură H− (cu borohidrură de sodiu):
4 AsCl3 + 3 NaBH4 → 4 AsH3 + 3 NaCl + 3 BCl3
În 1775, Carl Scheele a redus la arsină oxidul de arsen (III) cu zinc în mediu acid.
De asemenea, arsina mai poate fi preparată prin reacția dintre compușii ce conțin As3− și reactivi protonici:
Zn3As2 + 6 H+ → 2 AsH3 + 3 Zn2+
Na3As + 3 HBr → AsH3 + 3 NaBr

## Proprietăți chimice
Proprietățile chimice ale arsinei sunt bine cunoscute, dar ele pot fi anticipate cu ajutorul compușilor asemănători: arsina are un comportament chimic similar cu alte hidruri de pnictogen, mai exact cu fosfina (PH3) și cu stibina (SbH3).

### Descompunere termică
Proprietate tipică pentru o hidrură grea (ca și la stibină SbH3, hidrură de telur H2Te, hidrură de staniu SnH4), AsH3 este instabilă din punct de vedere termodinamic, și se va descompune la temperatură ridicată în elementele componente (hidrogen gazos și arsen):
2 AsH3 → 3 H2 + 2 As

### Oxidare
Asemănător stibinei (SbH3), AsH3 se oxidează rapid în prezență de O2 concentrat sau în aer cu O2 diluat:
2 AsH3  + 3 O2 → As2O3 + 3 H2O
Arsina reacționează violent în prezența agenților oxidanți puternici, precum permanganatul de potasiu, hipocloritul de sodiu sau acidul azotic.

### Reacții acido-bazice
Proprietățile acide ale legăturii As-H pot fi puse în evidență prin diferite reacții acido-bazice; astfel, arsina cedează protoni în reacția cu bazele, adică se deprotonează:
AsH3 + NaNH2 → NaAsH2 + NH3